# A felfedezők emlékműve
A felfedezők emlékműve (spanyolul: Monumento a los Descubridores, más néven A négyszeres centenárium oszlopa, azaz Columna del cuarto Centenario) a dél-spanyolországi Andalúziában található Palos de la Frontera városának ismert emlékműve. Amerika felfedezőinek állít emléket.

## Története
Bár az ötlet már 1875-ben felmerült, végül 1890-ben Huelva tartomány képviselőháza Ricardo Velázquez Bosco építészt bízta meg azzal, hogy a közelgő 400 éves évforduló alkalmából hozzon létre egy méltó emlékhelyet Kolumbusz Kristóf és Amerika többi felfedezőjének emlékére. Az építkezés 1891-ben kezdődött, az elkészült emlékművet éppen a négyszeres centenárium napján, 1892. október 12-én avatták fel.
1963 és 1967 között Luis Martínez-Feduchi vezetésével felújították, de egyben át is építették, jelentősen megváltoztatva az eredeti alkotást. 2008-ban felvették a kulturális javak listájába, majd több éven keresztül tartó munkák során ismét felújították: újraavatására 2014. július 31-én került sor.

## Leírás
A 46 méter magas emlékmű a dél-spanyolországi Huelva szomszédságában fekvő Palos de la Frontera község területén található, közel az Odiel és a Tinto folyók összefolyásához. Fő eleme egy fehér színű oszlop, amely egy közel szabályos hatszög alakú mesterséges halom középpontjában emelkedik: ezen halom hat cikkre van osztva, minden második füvesített, a többin pedig lépcsők találhatók.
Az oszlop alján levő, a felfedezésekre utaló allegórikus domborműveket Manuel Echegoyán, egy sevillai művész készítette. Az oszlop csúcsdísze egy koronát, afölött egy földgömböt, annak tetején pedig egy keresztet ábrázol.

## Képek

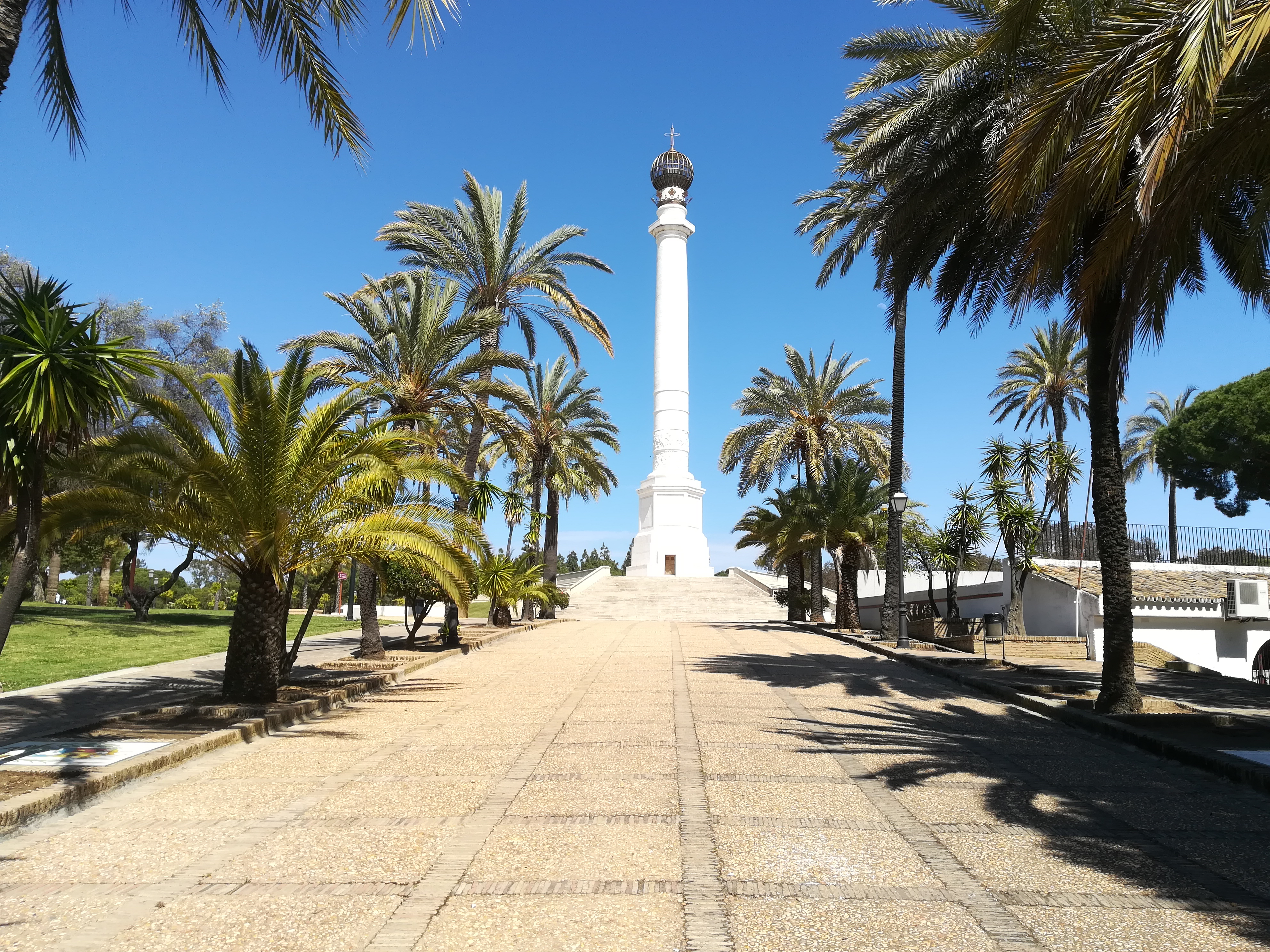
Az emlékmű és környezete
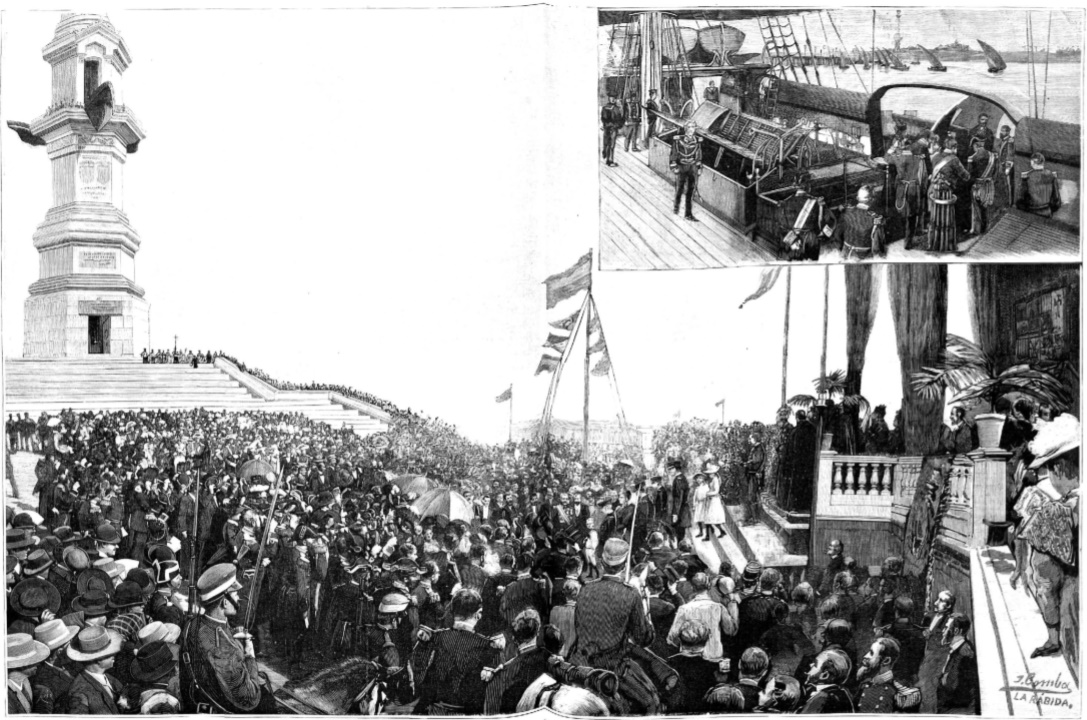
Az emlékmű 1892-es felavatása
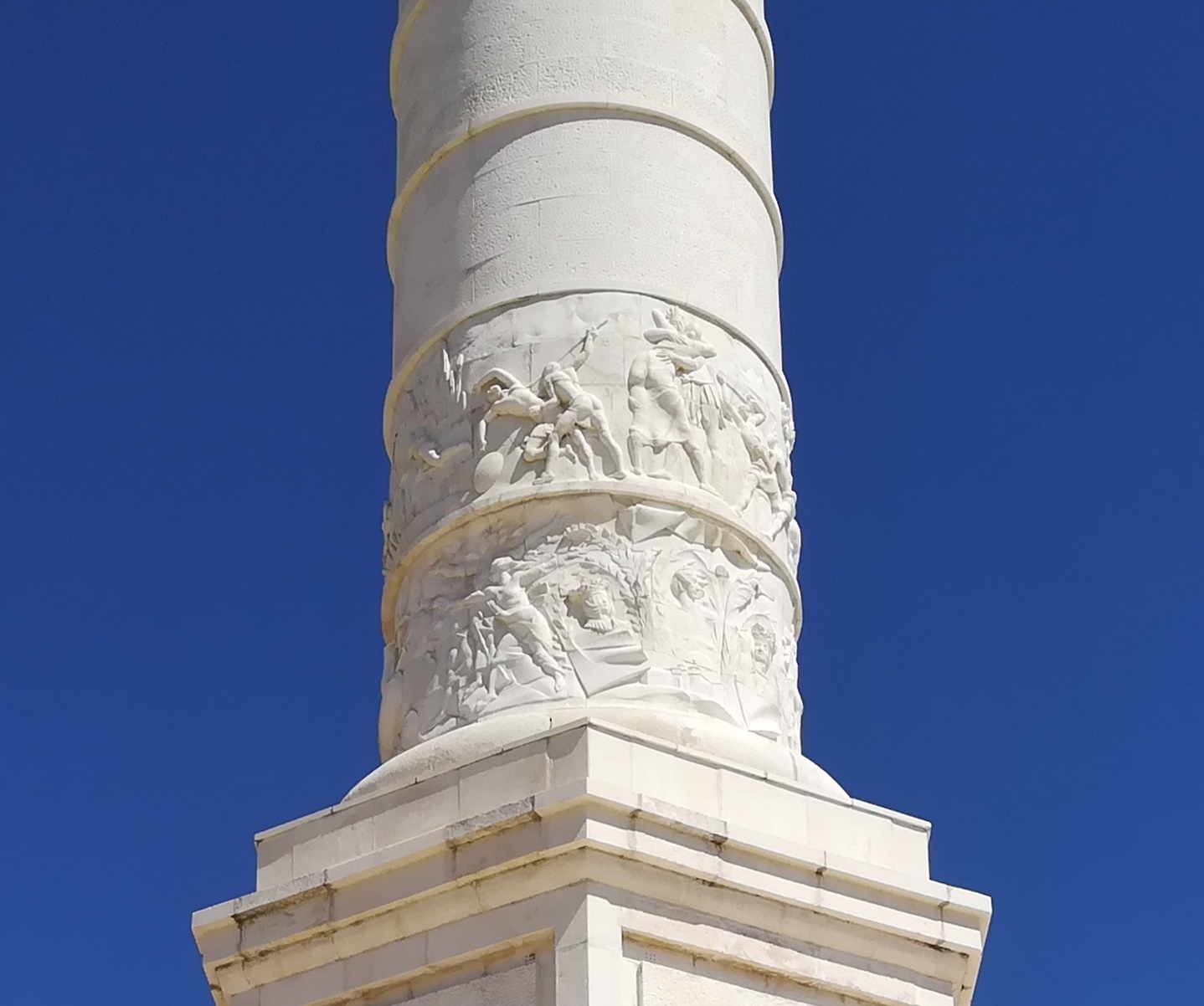
Részlet domborművekkel
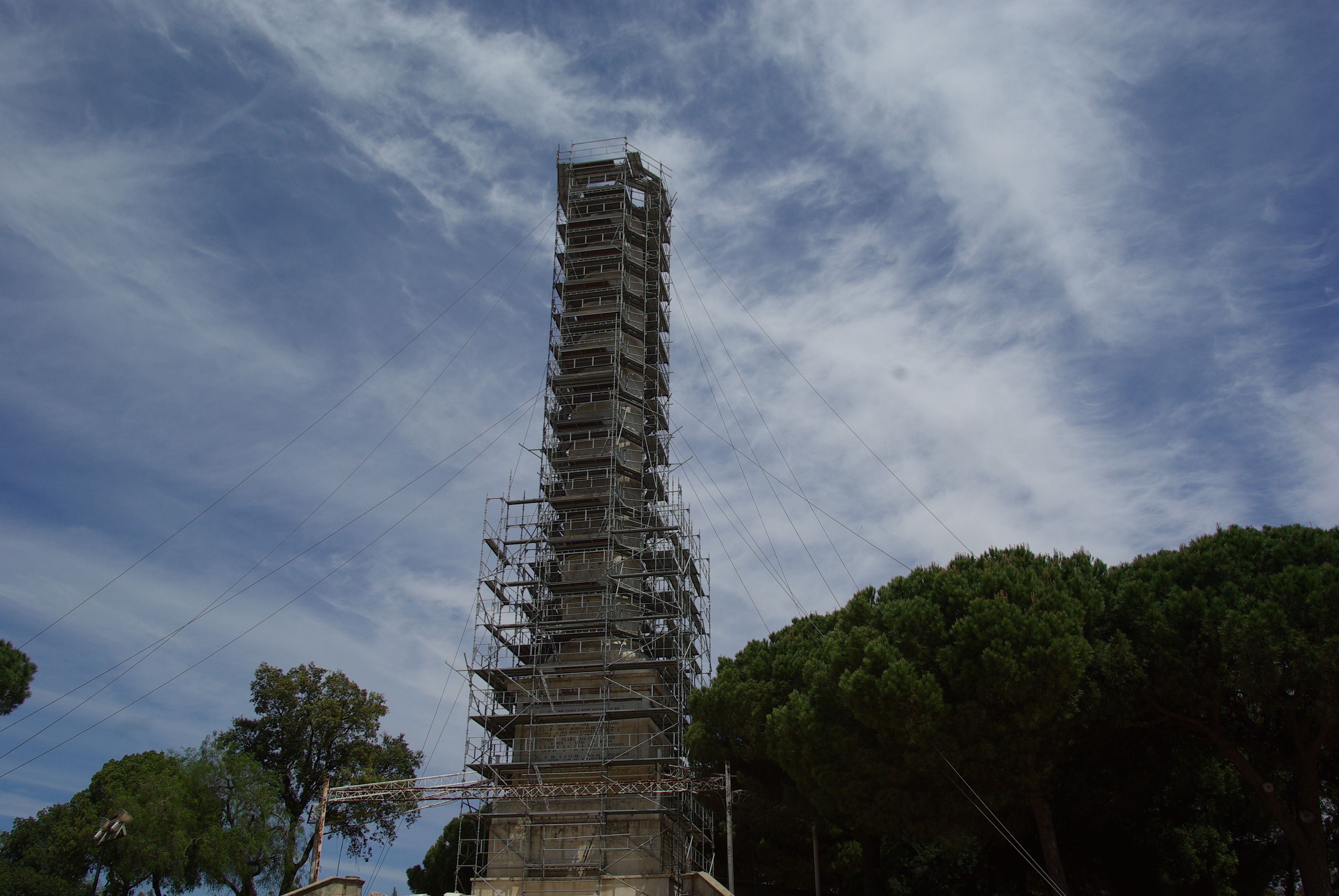
Felújítás alatt 2009-ben